# Isognathus caricae
Isognathus caricae är en fjärilsart som beskrevs av Carl von Linné 1764. Isognathus caricae ingår i släktet Isognathus och familjen svärmare. Inga underarter finns listade i Catalogue of Life.

## Bildgalleri

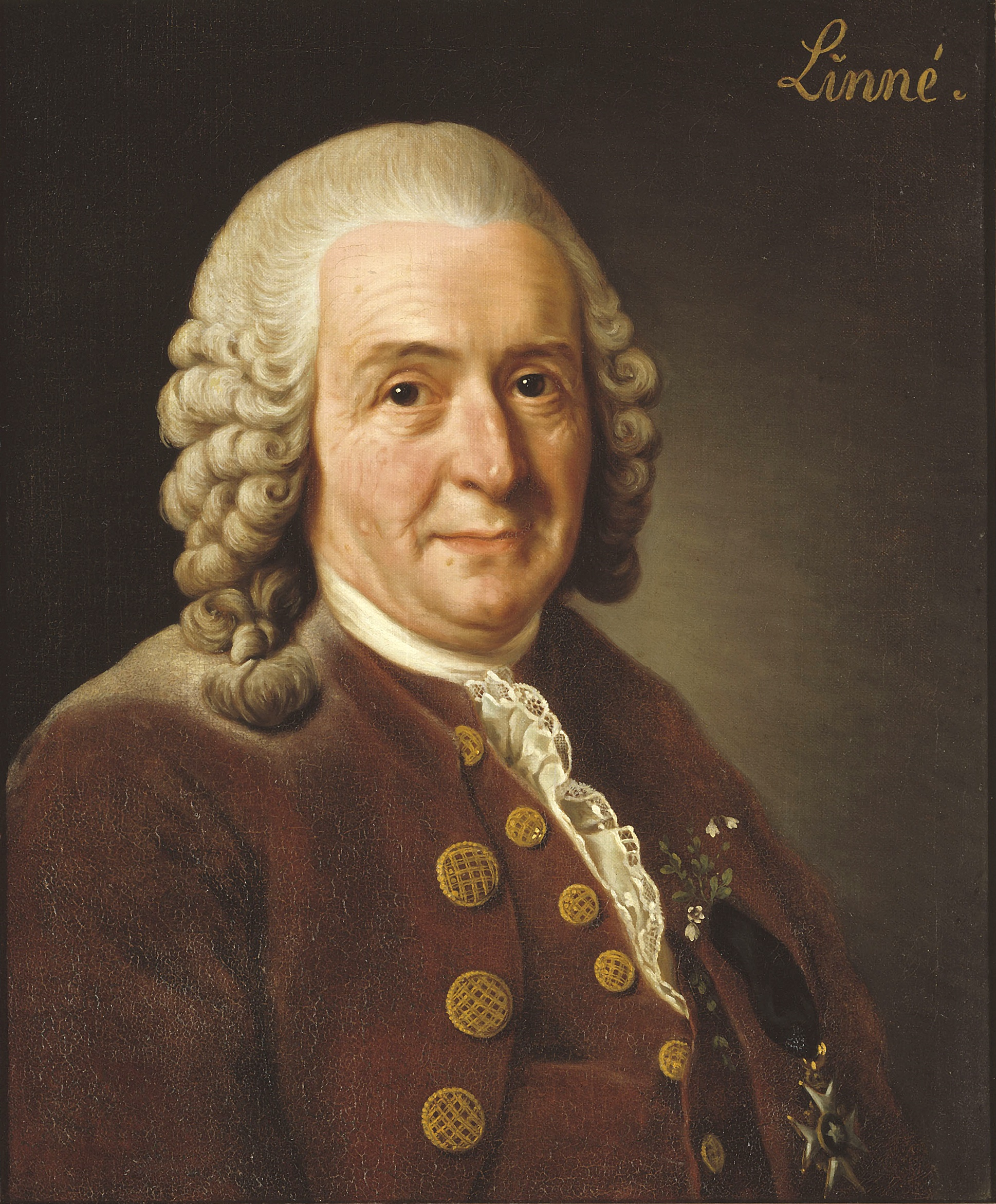
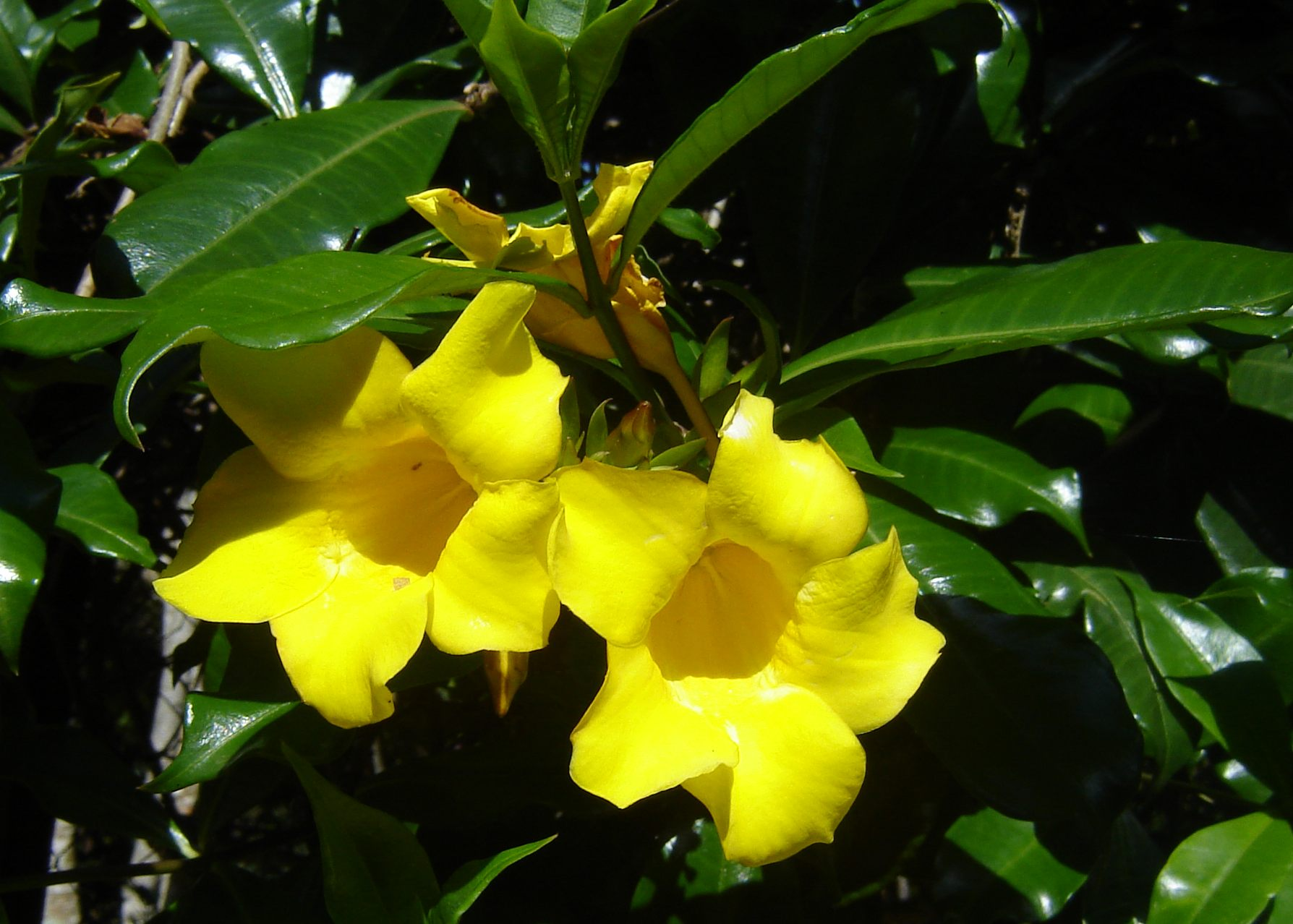
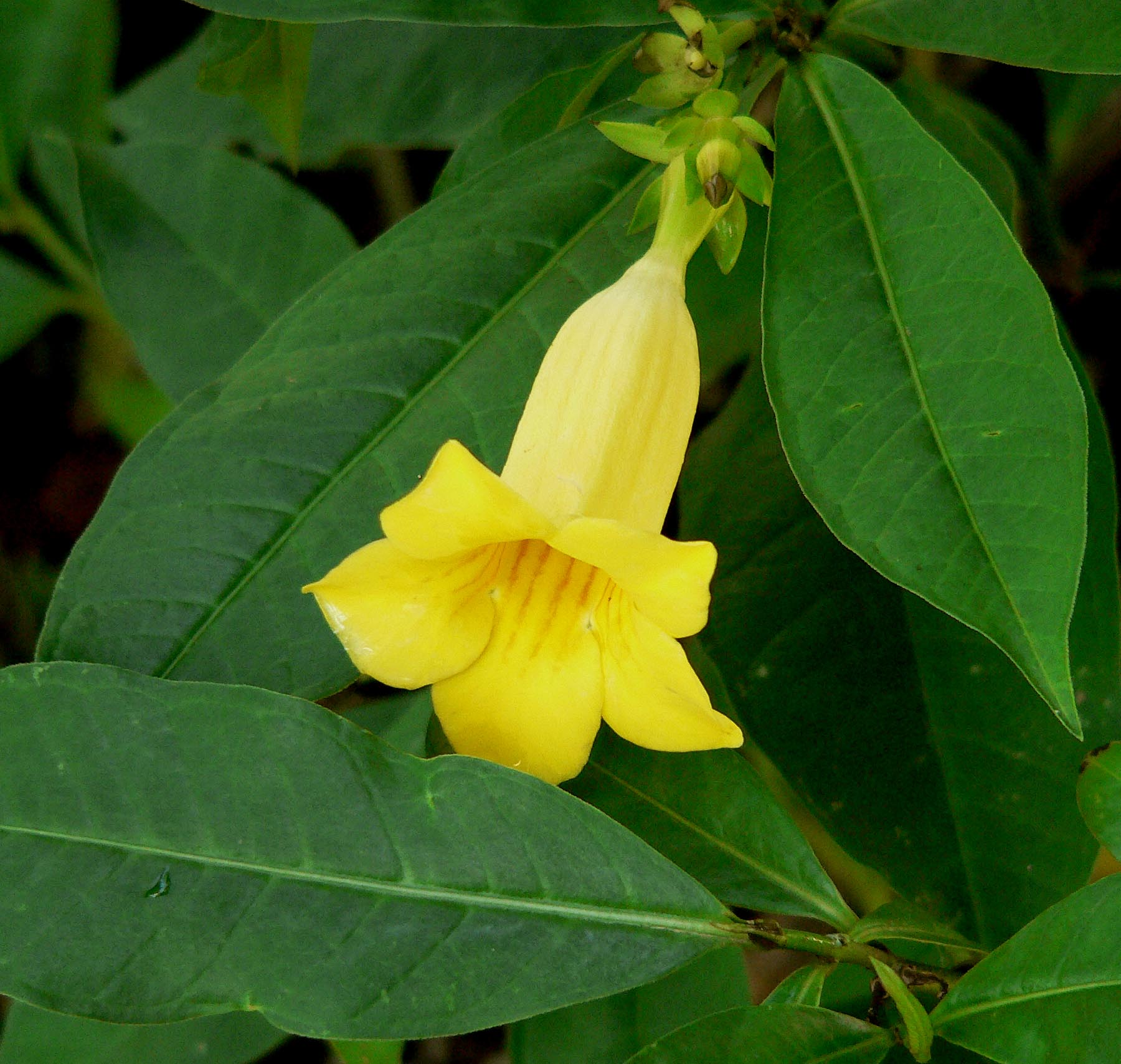

## Beskrivning

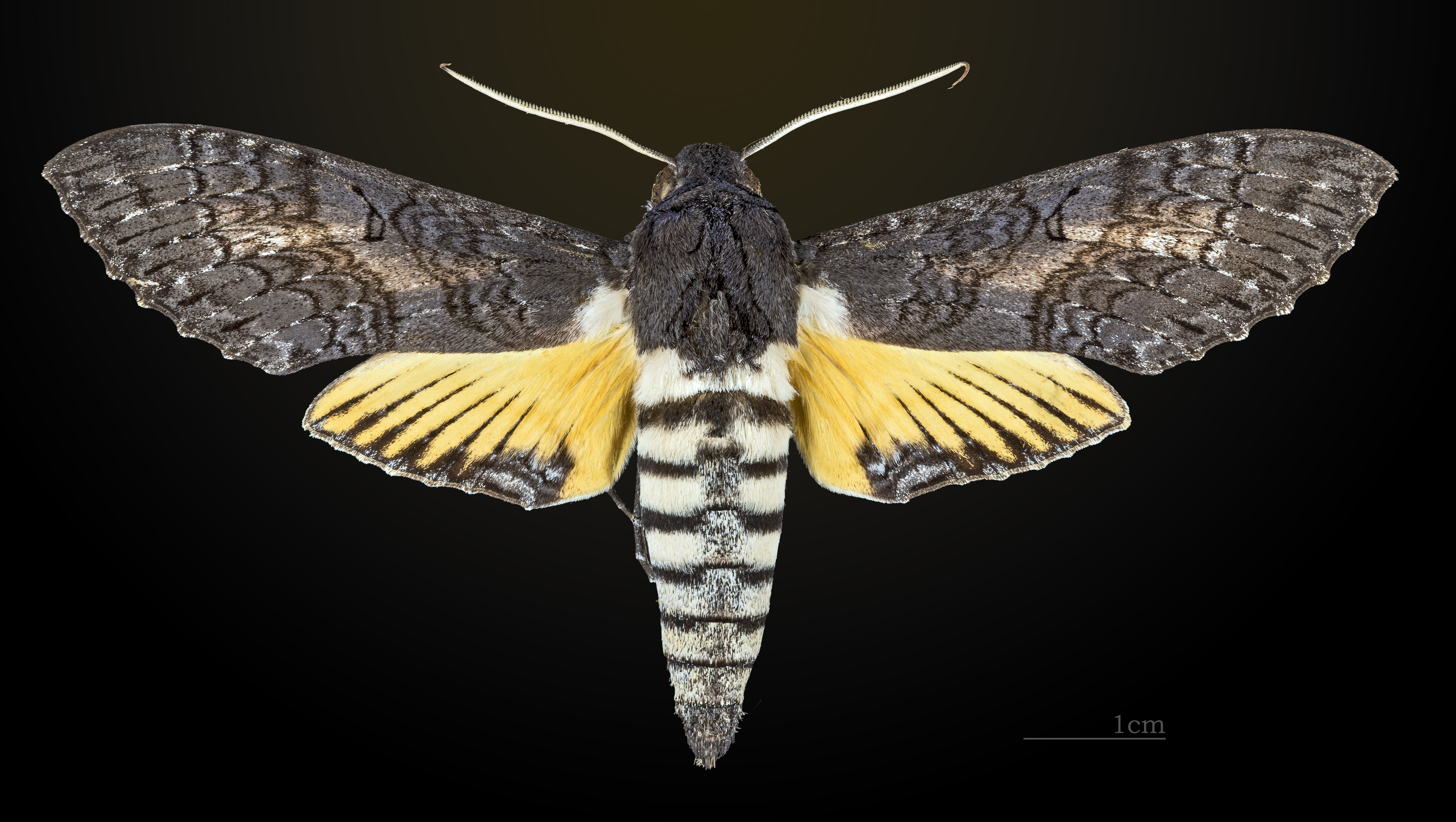
Isognathus caricae ♂
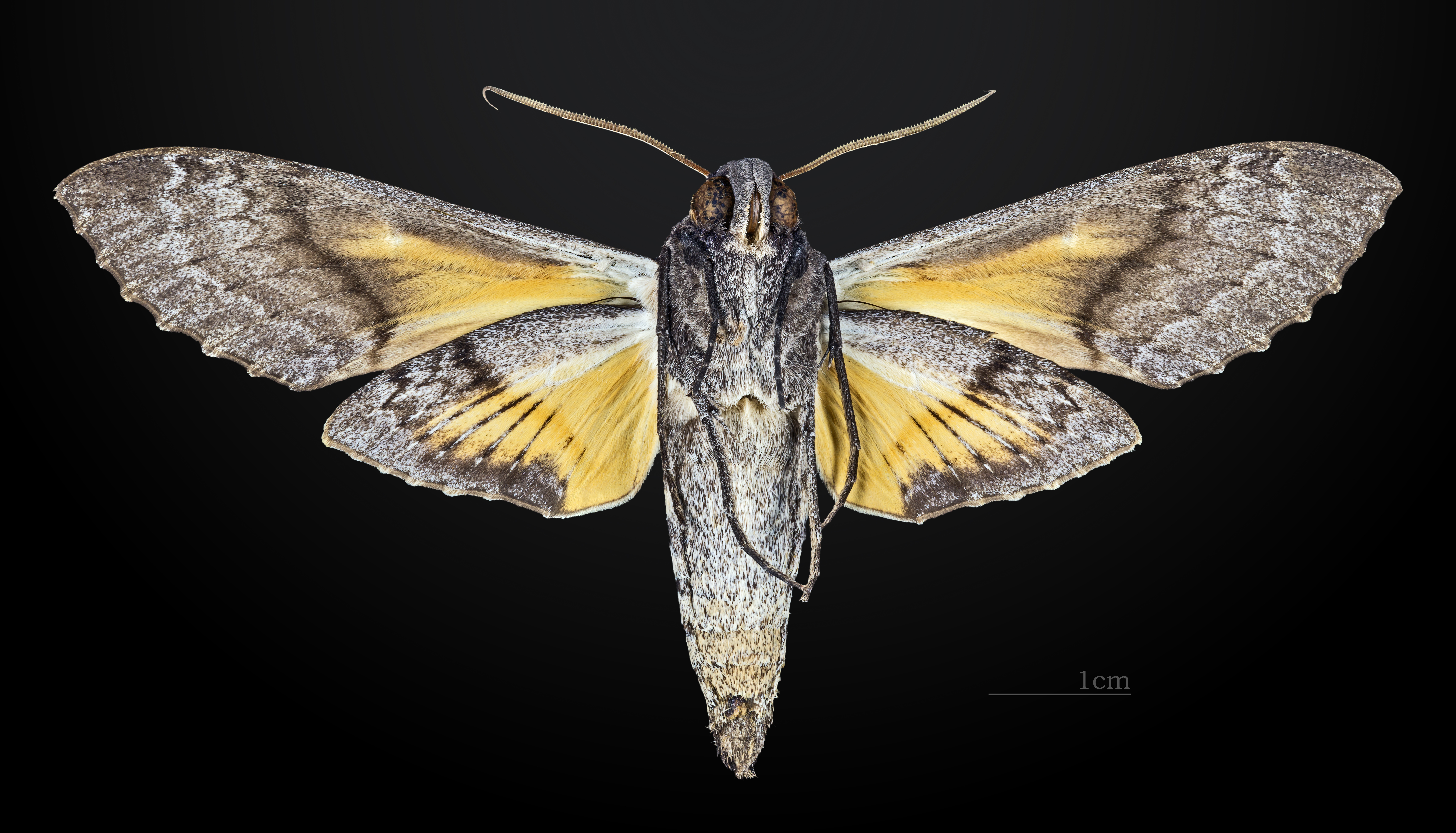
△ Isognathus caricae ♂
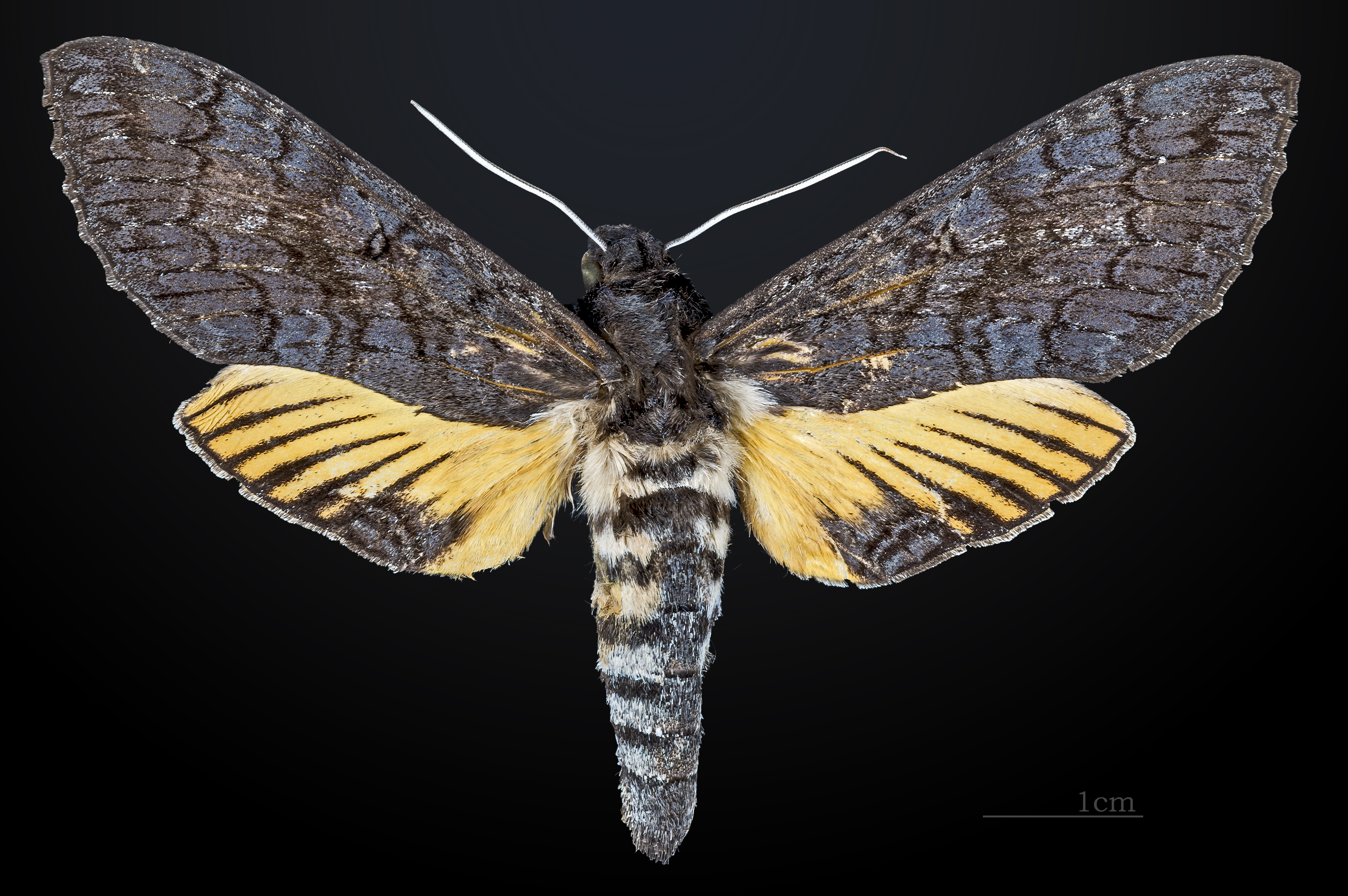
Isognathus caricae ♀
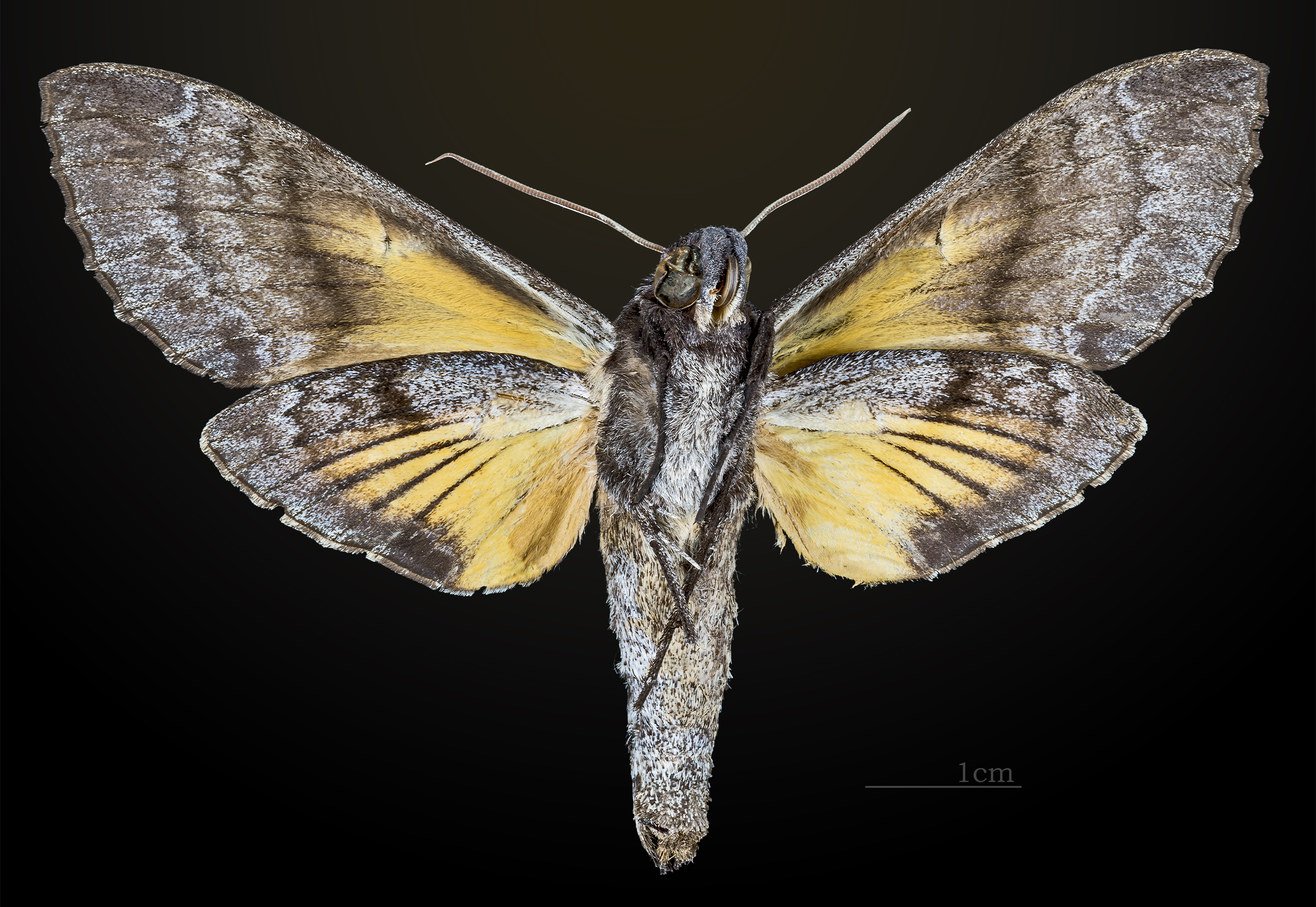
△ Isognathus caricae  ♀